# Élections législatives andorranes de 2011
Les élections législatives de 2011 en Andorre (en catalan : Eleccions al Consell General d'Andorra de 2011) se sont tenues le 3 avril 2011, afin d'élire les vingt-huit membres de la sixième législature du Conseil général.

## Contexte

### 2009: l'arrivée au pouvoir des sociaux-démocrates
Aux élections législatives du 26 avril 2009, le Parti social-démocrate (PS) de Jaume Bartumeu Cassany s'est, pour la première fois, classé en tête en obtenant 45 % des voix et 14 députés sur 28, tandis que la Coalition réformiste (CR) et Andorre pour le changement (ApC), formations de centre droit, avaient recueilli le même nombre de sièges, cumulant 50 % des suffrages exprimés.

### 2011: la dissolution à la suite d'un blocage budgétaire
Profitant de leur égalité de suffrages avec le PS au Conseil général, les partis d'opposition ont, en 2009 et 2010, empêché l'adoption du budget de l'État. Si en 2010, il avait suffi de reconduire le budget de l'année précédente, cela se révélait légalement impossible en 2011. Le chef du gouvernement a alors décrété, le 15 février 2011, la dissolution de l'assemblée et convoqué la tenue d'un scrutin anticipé le 3 avril.

## Mode de scrutin
Le Conseil général se compose de vingt-huit députés élus pour un mandat de quatre ans. Quatorze sièges sont pourvus au scrutin majoritaire plurinominal, à raison de deux pour chacune des sept circonscriptions dite « paroissiales ». Le reste des députés est élu au scrutin proportionnel suivant la méthode du plus fort reste dans une circonscription unique qui se compose de l'ensemble du territoire national.

## Principaux partis et chefs de file
| Formation | Formation                                      | Chef de file                                | Résultats de 2009           |
| --------- | ---------------------------------------------- | ------------------------------------------- | --------------------------- |
|           | Parti social-démocrate Partit Socialdemòcrata  | Jaume Bartumeu Cassany Chef du gouvernement | 44,76 % des voix 14 députés |
|           | Démocrates pour Andorre Demòcrates per Andorra | Antoni Martí                                | 33,53 % des voix 11 députés |
|           | Andorre pour le changement Andorra pel Canvi   | Eusebi Nomen                                | 18,11 % des voix 3 députés  |

## Résultats

### Scores
| Parti                         | Parti                            | Voix   | %        | +/-    | Élus | +/- |
| ----------------------------- | -------------------------------- | ------ | -------- | ------ | ---- | --- |

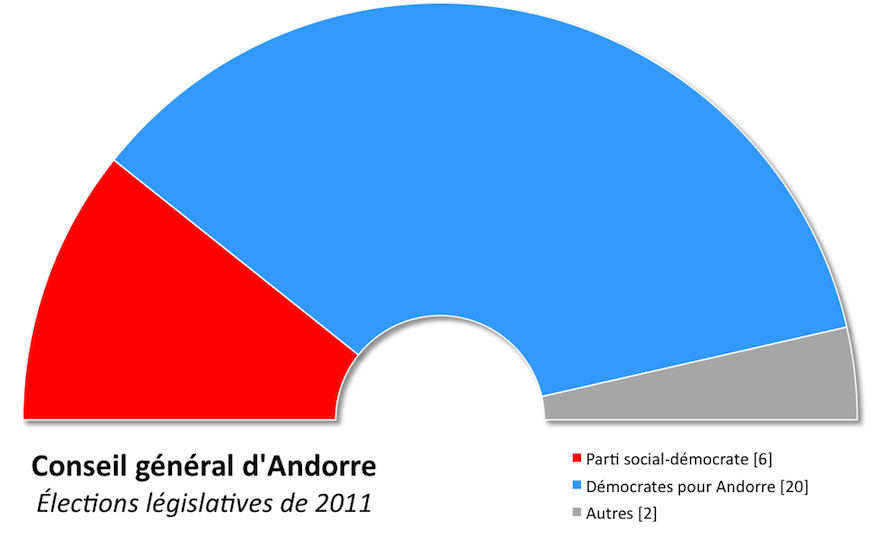
Composition politique de la nouvelle législature.

| Circonscriptions paroissiales |                                  |        |          |        |      |     |
|                               | Démocrates pour Andorre (DA)     | 7 633  | 51,28 %  | +16,53 | 12   | +8  |
|                               | Parti social-démocrate (PS)      | 5 901  | 39,64 %  | -5,05  | 0    | -8  |
|                               | Union Laurediana                 | 1 349  | 9,06 %   | N/A    | 2    | ±   |
| TOTAL                         | TOTAL                            | 14 883 | 100,00 % | N/A    | 14   | N/A |
| Circonscription nationale     |                                  |        |          |        |      |     |
|                               | Démocrates pour Andorre (DA)     | 8 553  | 55,15 %  | +22,81 | 8    | +3  |
|                               | Parti social-démocrate (PS)      | 5 397  | 34,80 %  | -10,23 | 6    | ±   |
|                               | Andorre pour le changement (ApC) | 1 040  | 6,71 %   | -10,64 | 0    | -3  |
|                               | Verts d'Andorre (VA)             | 520    | 3,34 %   | +0,17  | 0    | ±   |
| TOTAL                         | TOTAL                            | 15 510 | 100,00 % | N/A    | 14   | N/A |
| Total des résultats par parti |                                  |        |          |        |      |     |
|                               | Démocrates pour Andorre (DA)     | 16 186 | 53,26 %  | +19,73 | 20   | +9  |
|                               | Parti social-démocrate (PS)      | 11 298 | 37,17 %  | -7,59  | 6    | -8  |
|                               | Andorre pour le changement (ApC) | 1 040  | 3,42 %   | -14,69 | 0    | -3  |
|                               | Autres                           | 1 869  | 6,15 %   | N/A    | 2    | ±   |
| Participation : 74,14 %       | Participation : 74,14 %          | 30 393 | 100,00 % | N/A    | 28   | N/A |

### Conséquences
Deux jours après la tenue du scrutin, le comité exécutif du Parti social-démocrate annonce la convocation d'un congrès extraordinaire afin de renouveler la direction du parti puis démissionne en bloc, même si le président du parti, Jaume Bartumeu Cassany, déclare envisager de se présenter à sa propre succession. Il annonce finalement qu'il ne fera pas partie de la future direction, de même que le premier secrétaire du PS, Ferran Goya.